# Johann Oelkers
Johann Oelkers (* 14. April 1849 in Wilhelmsburg; † 28. Juli 1912 in Hamburg) war ein deutscher Werftbesitzer.

## Leben und Wirken

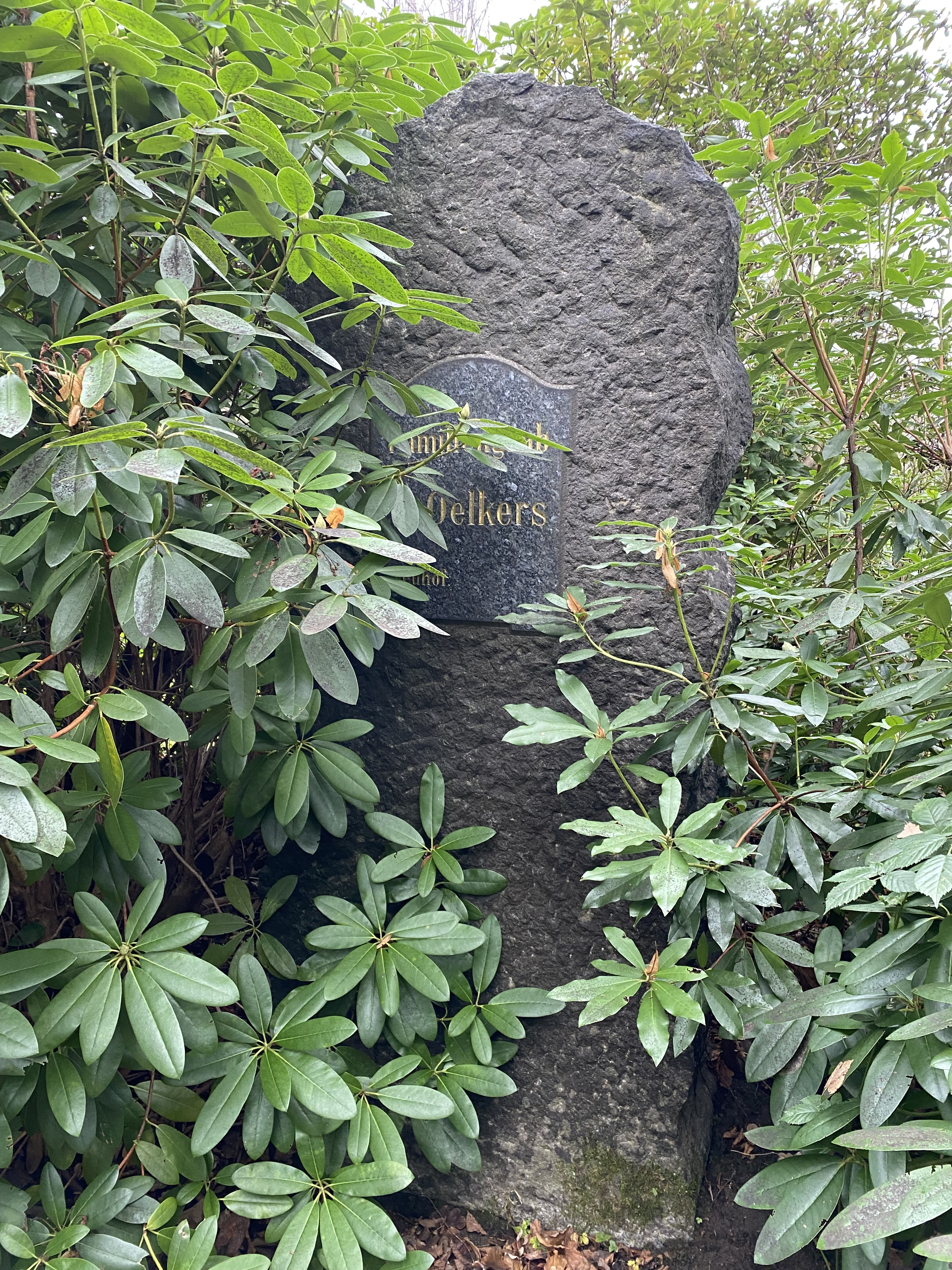
Grabstätte Johann Oelkers auf dem Friedhof Ohlsdorf

Johann Oelkers hatte einen gleichnamigen Onkel, bei dem er den Beruf des Schiffszimmermanns erlernte. Später führte er dessen Betrieb weiter und pachtete am 1. Mai 1876 ein Grundstück in Steinwerder. Hier bot er anfangs Schiffzimmerarbeiten und Reparaturen an. Da er keine theoretischen Kenntnisse besaß, besuchte er Abendkurse, darunter bei Friedrich Ludwig Middendorf. 1880 begann er selbst, eiserne Schuten und Kähne zu bauen. 1888 hatte seine Werft 20 Mitarbeiter.
Aufgrund von Erweiterungen des Freihafens verlegte Oelkers den Betrieb auf ein gepachtetes Gelände in Neuhof, das anfangs nicht hochwassersicher war. Hier baute er kleinere Schiffe wie Schleppdampfer, Motorbarkassen und vergleichbare Boote. Im Unternehmen arbeiteten seine Söhne John (1878–1948), Wilhelm (1880–1957) und Otto (1886–1960) mit, die nach Berufsausbildungen Schiff- und Schiffsmaschinenbau studiert hatten. Als Johann Oelkers 1912 starb, beschäftigte das Unternehmen 120 Mitarbeiter.
Nach den Weltkriegen produzierte die Oelkers-Werft Schlepper und kleine Spezialschiffe. 1988 ging die Werft erstmals insolvent. Im Rahmen einer Auffanglösung existierte sie bis zum finalen Konkurs 1991.
Johann Oelkers wurde auf dem Friedhof Ohlsdorf beigesetzt. Die Familiengrabstätte im Planquadrat AF 29 nahe der Kapelle 6 existiert zwar noch, ist jedoch verwaist.